# Гимн Тывы
Гимн Республики Тыва (тув. Мен — тыва мен — «Я — тувинец») — гимн Республики Тыва, принятый в 2011 году, заменивший предыдущий гимн «Тооруктуг долгай таңдым» (рус. Лес, полный кедровых орехов). Автор слов — Окей Шанагаш, автор музыки — Кантомур Сарыглар.

## Слова

### Оригинал
Мен — тыва мен
Арт-арттың оваазынга

Дажын салып чалбарган

Таңды, Саян дыдынга

Агын өргээн тыва мен.

Кожумаа:

Мен — тыва мен,

Мөңге харлыг дагның оглу мен.

Мен — тыва мен,

Мөңгүн суглуг чурттуң төлү мен.

Өгбелерим чурттунда

Өлчей тарып иженген,

Өткүт хөөмей ырынга

Өөрүп таалан тыва мен.

Кожумаа:

Мен — тыва мен,

Мөңге харлыг дагның оглу мен.

Мен — тыва мен,

Мөңгүн суглуг чурттуң төлү мен.

Аймак чоннар бүлези

Акы-дуңма найыралдыг,

Депшилгеже чүткүлдүг

Демниг чурттуг тыва мен.

Кожумаа:

Мен — тыва мен,

Мөңге харлыг дагның оглу мен.

Мен — тыва мен,

Мөңгүн суглуг чурттуң төлү мен.

### Прозаический перевод
На оваа самого священного перевала

Возложил камень, молясь,

Святые вершины Танды, Саян

Белым молоком обрызгал я — тувинец.

Припев:

Я — тувинец,

Сын вечно заснеженных гор,

Я — тувинка,

Дочь страны серебряных рек.

На родине древних предков

Узел счастья связавший

Звонкой песней хоомея

Очарован я — тувинец.

Припев.

Народы в единой семье,

Как братья, крепко дружны.

Устремлённую к прогрессу

Сплоченную страну имею я — тувинец.

Припев.

## Гимн 1993—2011

### Перевод
На оваа самого священного перевала

Возложил камень, молясь,

Святые вершины Танды, Саян

Белым молоком обрызгал я — тувинец.

Припев:

Я — тувинец,

Сын вечно заснеженных гор,

Я — тувинка,

Дочь страны серебряных рек.

На родине древних предков

Узел счастья связавший

Звонкой песней хоомея

Очарован я — тувинец.

Припев:

Я — тувинец,

Сын вечно заснеженных гор,

Я — тувинка,

Дочь страны серебряных рек.

Народы в единой семье,

Как братья, крепко дружны.

Устремлённую к прогрессу

Сплочённую страну имею я — тувинец.

Припев:

Я — тувинец,

Сын вечно заснеженных гор,

Я — тувинка,

Дочь страны серебряных рек.

Я — тувинец,

Сын вечно заснеженных гор,

Я — тувинка,

Дочь страны серебряных рек.